# Kathryn P. Hire
Kathryn P. Hire, född 26 augusti 1959 i Mobile, Alabama, är en amerikansk astronaut uttagen i astronautgrupp 15 den 9 december 1994.

## Rymdfärder
- Columbia - STS-90
- Endeavour - STS-130